# Dissonància ludonarrativa
La dissonància ludonarrativa és el conflicte entre la narrativa d'un videojoc explicada a través de la història i la narrativa contada a través de les mecàniques del joc. En videojocs, la paraula "ludonarrativa", una paraula composta de ludologia i narrativa, es refereix a la intersecció d'elements lúdics (jugabilitat) i elements narratius.
El terme va ser encunyat per Clint Hocking, exdirector creatiu de LucasArts (llavors a Ubisoft), al seu bloc l'octubre de 2007. Hocking va encunyar el terme en resposta al joc BioShock, que segons ell promou el tema de l'interès propi a través del seu joc, alhora que promou el tema oposat de l'abnegació a través de la seva narrativa, creant una violació de la distància estètica que tot sovint treu el jugador del joc. El teòric de videojocs Tom Bissell, en el seu llibre Extra Lives: Why Video Games Matter (2010), assenyala l'exemple de Call of Duty 4: Modern Warfare, on un jugador pot matar el seu company digital durant el joc sense molestar els integrants.
El 2016, Frederic Seraphine, semiòleg i investigador especialitzat en disseny de jocs a la Universitat de Tòquio, va escriure una revisió de la literatura sobre la dissonància ludonarrativa. En aquest article, desenvolupant els nombrosos debats provocats per la publicació del bloc de Hocking, Seraphine identifica la raó de la dissonància ludonarrativa com una oposició entre "incentius" i "directives" dins de l'"estructura lúdica [el joc]" i la "estructura narrativa [la història]”.
Jeffrey Matulef, d'Eurogamer, va declarar que "Uncharted sovint s'ha burlat per tractar-se d'un murri suposadament simpàtic que per casualitat assassina a centenars de persones de manera imprudent", i va elogiar al desenvolupador Naughty Dog pel trofeu "Ludonarrative Dissonance", que s'atorga als jugadors del videojoc Uncharted 4: A Thief's End quan aconsegueixen matar a més de 1.000 enemics.

## Debats sobre el possible ús positiu de la noció
No obstant això, alguns estudiosos i escriptors de jocs han desafiat la naturalesa suposadament negativa de la dissonància ludonarrativa. En un article de l'any 2015, Nick Ballantyne, editor gerent de GameCloud Austràlia, fa la següent afirmació sobre la dissonància ludonarrativa: “Què passaria si es pogués utilitzar en benefici d'un desenvolupador? Incomoditat. Les falles falses s'han fet servir anteriorment com a eines ludonarratives. Per què s'evita tant la dissonància ludonarrativa? Confon a un jugador. A priori, doncs, sembla perfecta, però això depèn en gran manera del jugador". Si bé reconeix el potencial de la dissonància ludonarrativa per crear el que ell anomena "emersió", definida com a oposada a la "immersió", la "sensació de ser tret de l'experiència de joc", Seraphine està d'acord amb Ballantyne en la possibilitat d'usar a propòsit la dissonància ludonarrativa com a dispositiu narrador. Conclou l'article amb la frase següent: "Sembla que més jocs en el futur pròxim podrien fer servir la dissonància ludonarrativa com una forma d'explicar històries més convincents. En essència, les històries són sobre personatges i les històries més interessants sovint es compten amb caràcters dissonants, com són la sorpresa, la pertorbació, l'accident, l'element pertorbador sacrosant, que justifica l'acte de contar una història”.

## Consistència ludonarrativa
La sèrie Dead Space es caracteritza per tenir una ludonarrativa consistent. Brett Makedonski, de Destructoid, declara sobre la sèrie: "La manera de joc transmet adequadament la sensació de pur terror i solitud que la narrativa s'esforça per establir de manera experta".